# Добротворна задруга Српкиња Новосаткиња
Добротворна задруга Српкиња Новосаткиња је било национално и хуманитарно-просветно удружење жена из Новог Сада. 

## Историјат
Задругу је 1880. године основао учитељ Аркадије Варађанин. Рад удружења се одвијао под покровитељством Српске православне општине Новог Сада. Активности Задруге подразумевале су помагање социјално угроженим породицама, оснивање забавишта, помагање школовања девојака и скупљање прилога за рањенике за време Српско-бугарског рата 1885. године. У промоцији националне културе посебно се истиче њен значај у организовању Изложбе народних и вештачких рукотворина Српкиња, одржане 1884. године у Новом Саду. Како би активно допринела борби српских жена за еманципацију у Јужној Угарској Задруга је 1886. покренула лист Женски свет, који је до 1911. био једини национални женски лист штампан изван Србије. Главни уредник и оснивач часописа био је Аркадије Варађанин. За време Првог светског рата основала је Болницу за рањенике - са сто кревета, у згради Српског учитељског конвикта. Рођена сестра Милеве Марић, Зорка Марић (1883–1938), која се школовала у Руми, Загребу, Новом Саду, Бечу, Прагу и Цириху, учествовала је у женском покрету од 1906. као активна чланица Добротворне задруге „Српкиња Новосаткиња”.
Након стварања Краљевине Срба, Хрвата и Словенаца акценат делатности Задруге је на образовању жена. Како би помогла сиромашне ученице Задруга је основала два фонда – Фонд пок. Аркадија Варађанина (1922) и Фонд за сироте ученице Женске занатске школе (1924). У циљу прикупљања новчаних средстава за хуманитарне активности периодично је организовала балове, на које су њене чланице долазиле обучене у ношње словенских народа, изражавајући тако јединство свих југословенских народа. Након Другог светског рата и успостављања нове власти Добротворној задруги Српкиња Новосаткиња рад је забрањен а имовина одузета. 
Један део њене богате колекције сачуван је пошто га је 1946. године преузео Музеј Матице српске.